# Valdescorriel
Valdescorriel es un municipio y localidad de española de la provincia de Zamora, en la comunidad autónoma de Castilla y León.

## Toponimia
El nombre de la localidad podría proceder de las barranqueras que excavan las aguas en las arcillas junto al río Cea, allí, por Barrancogrande, con más de treinta metros de profundidad.

## Geografía
Se encuentra situado en la comarca de Tierra de Campos, a unos 73 km de Zamora, la capital provincial, y 17 km de Benavente.

## Historia
La presencia humana en el término fue muy temprana, como lo demuestran los hallazgos neolíticos de la dehesa de Escorriel. Más tarde, los vacceos ocuparon esta zona levantando sus poblados fortificados en oteros, como El Castro, en la margen derecha del río.
Tras el paso de los romanos, y la invasión musulmana de la península, tras integrar Alfonso III el término de Valdescorriel en el Reino de León a finales del siglo IX, la fundación de la localidad la habría llevado a cabo el rey Fernando I de León en el año 1043.
Posteriormente, antes de 1148, se sabe que el Monasterio de Vega concedió fuero propio a Valdescorriel, si bien el texto del mismo no ha llegado hasta nuestros días.
En el siglo XIV, como consecuencia del hambre, peste, guerras e impuestos crecientes, disminuye la población y comienzan a abandonarse numerosos lugares. Las desaparecidas ermitas de Santa Marta y la Veracruz, podrían ser recuerdos de antiguos despoblados. Junto a Santa Marta hubo otros dos, La Torre y San Esteban.
Ya en el siglo XIX, la división territorial de España en 1833 encuadró a Valdescorriel en la provincia de Zamora, dentro de la dentro de la Región Leonesa, la cual, como todas las regiones españolas de la época, carecía de competencias administrativas. Tras la constitución de 1978, este municipio pasó a formar parte en 1983 de la comunidad autónoma de Castilla y León, en tanto que pertenecían a la provincia de Zamora.

## Geografía humana

### Demografía
Cuenta con una población de 131 habitantes (INE 2024).
| Gráfica de evolución demográfica de Valdescorriel entre 1842 y 2021                                                   |
| |
| Población de derecho según los censos de población del INE. Población de hecho según los censos de población del INE. |

## Monumentos

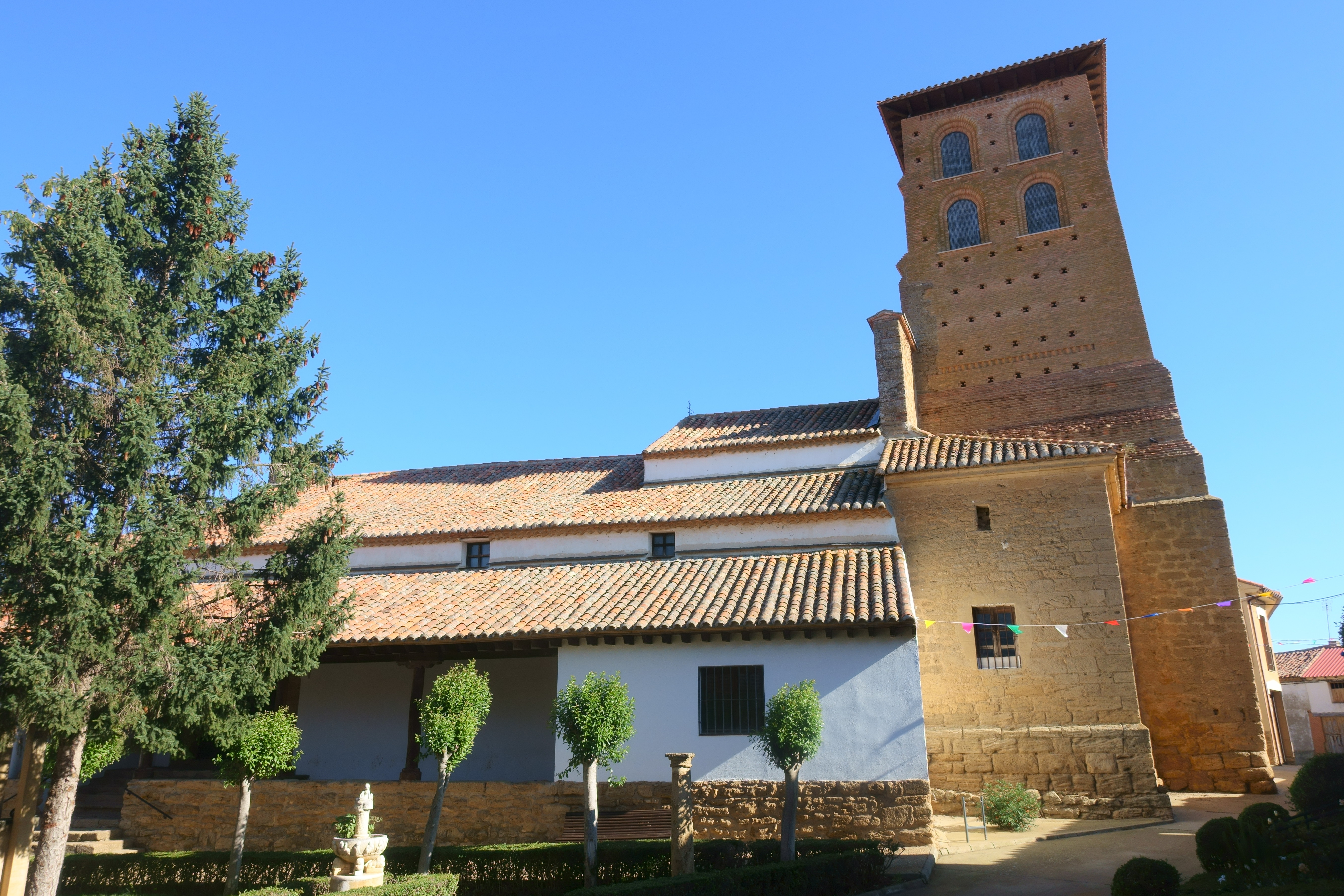
Iglesia del Salvador

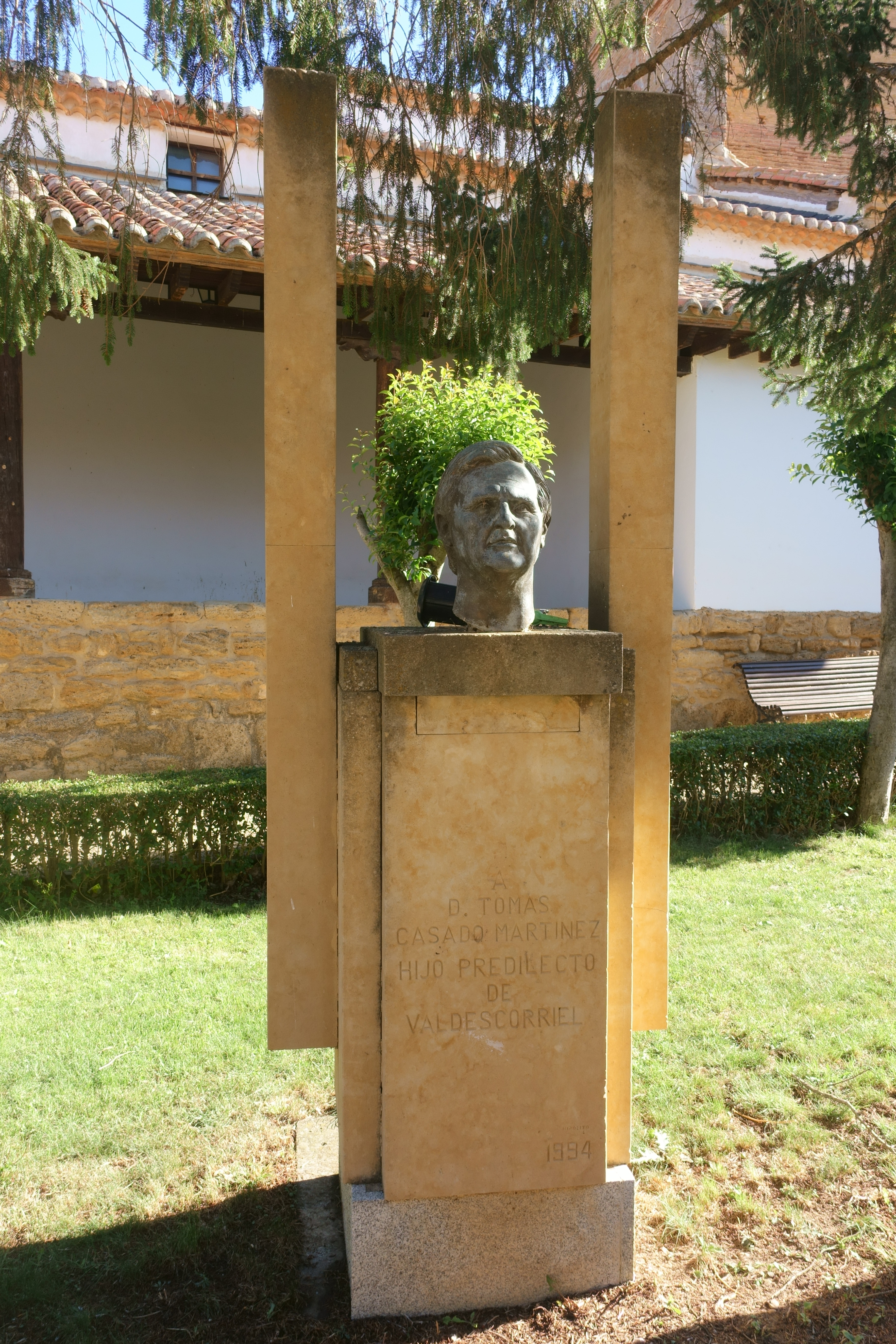
Monumento a Tomás Casado Martínez

- Iglesia del Salvador, en la que destaca su soberbia torre, de estilo mudéjar con forma troncopiramidal. La iglesia conserva un sillar en el ábside donde, junto a un monograma de Cristo, figura la probable fecha de consagración: “Era de 1131”. En su interior destacan su artesonado y el retablo mayor (del siglo XV). La talla de Santa Marta (siglo XVII) procede, casi con seguridad, de la ermita desaparecida del mismo nombre.
- Molino de la Villa, ubicado a orillas del río Cea, fue construido en el XVIII y abandonado a mediados del siglo XX, cuando se lo llevó el río en una de sus avenidas. Ha sido reconstruido para usos culturales.

## Fiestas
- Santa Marta, el día 29 de julio.